# Like Me (reality-show) (2.ª edição)
Like Me foi um  reality show da TVI, com influencers que estreou a sua primeira edição a 29 de junho de 2019 e terminou a 24 de agosto de 2019 com a apresentação de Ruben Rua e Luana Piovani. A vencedora foi Isabela Cardinali.

## A Casa
Ficava situada na Venda do Pinheiro, renovada e remodelada desde a última edição da Casa dos Segredos.